# بروبينسيد
بروبينسيد دواء ينتمي لمجموعة محفزات بيلة حمض اليوريك، فهو يزيد من طرح حمض اليوريك في البول. يستخدم في علاج فرط حمض يوريك الدم والنقرس.